# Cautano
Cautano är en ort och kommun i provinsen Benevento i regionen Kampanien i Italien. Kommunen hade 2 017 invånare (2017).